# درینا
 درینا رودی است که از بوسنی و هرزگوین سرچشمه می‌گیرد و به رود ساوا می‌ریزد. این رود از کشور صربستان می‌گذرد. طول آن ۳۴۶ کیلومتر (۲۱۵ مایل) است.